# メルセデス・ベンツ・770
メルセデス・ベンツ・770（ドイツ語: Mercedes-Benz 770）は、メルセデス・ベンツが1930年から1943年にかけて製造していた大型高級車であり、「グロッサー・メルセデス（ドイツ語で「巨大なメルセデス」を指す）」という呼び名でも知られていた。 この車は、第二次世界大戦前から戦中にかけてアドルフ・ヒトラー、パウル・フォン・ヒンデンブルク、ヘルマン・ゲーリング、ハインリヒ・ヒムラー、ラインハルト・ハイドリヒ、イオン・アントネスク、ベニート・ムッソリーニ、そして、昭和天皇を含む枢軸国の高位級の要人たちによって用いられ、多くの記録映像に登場する事によって知名度の高い車種となっている。

## シリーズ I - W07 (1930年–1938年)

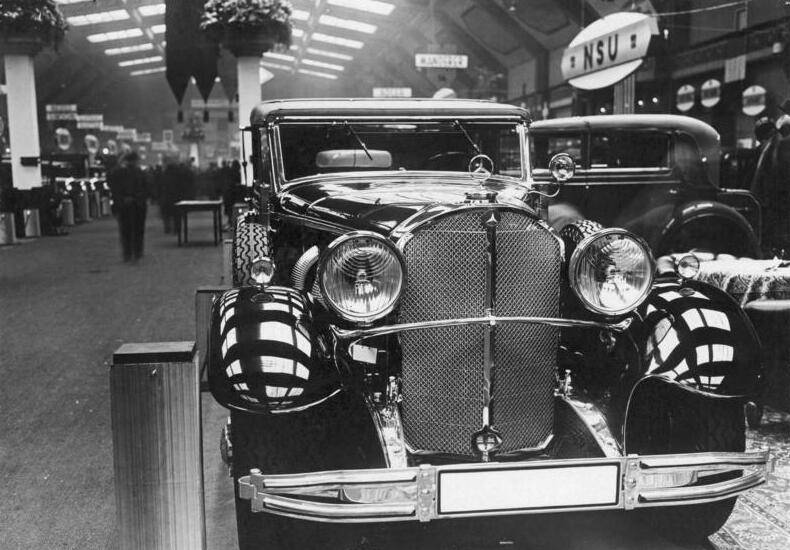
ベルリン・モーターショーで展示されるメルセデス・ベンツ・770 (W07) 、1931年

1930年、770は、メルセデス・ベンツ・タイプ630の後継車種として登場し、社の内部コードはW07であった。この高価な車種は、主として政府公用車に用いられた。 顧客には、ドイツ国大統領パウル・フォン・ヒンデンブルク、昭和天皇、そして、ローマ教皇ピウス11世が名を連ね、1931年からはアドルフ・ヒトラーも770を使うようになり、W07シリーズは、1938年までに117台が製造された。
770のW07には、排気量7,655cc（467.1cu in）でオーバーヘッドカムシャフトとアルミ製のピストンが装備された、直列8気筒エンジンが搭載されていた。このエンジンは、スーパーチャージャーがない状態で、150bhp(112kW)/2800rpmの出力が発生する事ができた。オプション装備であるルーツ式スーパーチャージャーを全力で作動させた場合、出力は200bhp（149kW）/2800rpmまで増加し、160km/hの最高速度を出す事が可能であった。 トランスミッションは前進が4速で、そのうち3速目まではダイレクト、4速目はオーバードライブであった。非スーパーチャージャーの自然吸気エンジン搭載車は13台であった。
W07は、前後を半楕円形のリーフ式サスペンションによって、車軸懸架に吊り下げられる現代的な箱型のシャーシーを装備していた。車体の形状によって寸法は異なるが、シャーシーのホイールベースは3,750mm、フロントトラックはリアトラックと同じ1,500mmであった。

## シリーズ II - W150 (1938年–1943年)

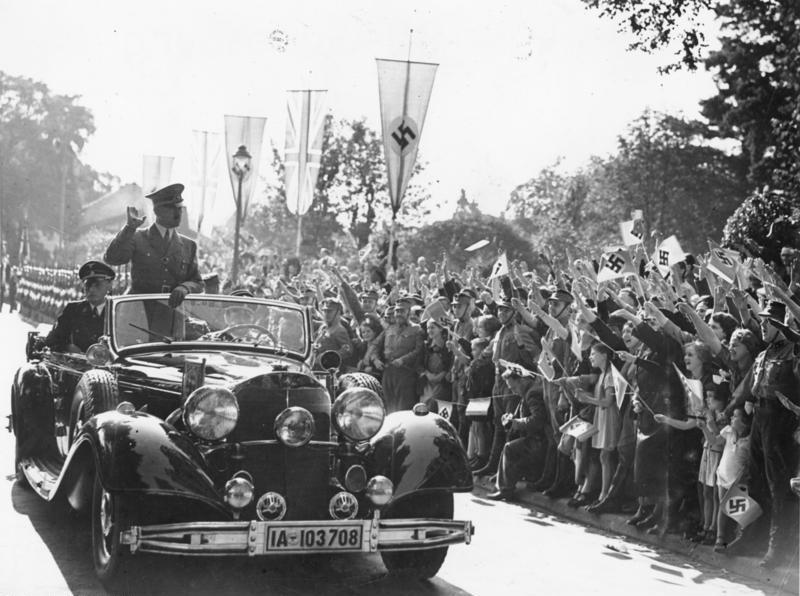
バート・ゴーデスベルクでW150カブリオレに乗るヒトラー、1938年

1938年、770に全面改良が施され、新たな社内コードはW150になった。完全に一新された新型のシャーシーは、断面が楕円形の管によって構成、周囲がコイルばねで吊り下げられており、前輪が独立懸架、後輪はド・ディオンアクスルであった。先代はサーボアシスト式の機械式ブレーキであったのに対し、新型では油圧ブレーキが装備された。
エンジンの基本設計そのものはW07シリーズと同じだったが、過給が行われなくても155bhp（116kW）/3000rpm、過給が行われた状態では230bhp（172kW）/3200rpmになるよう調整されていた。トランスミッションは、前進が5速で、4速目までがダイレクト、5速目がオーバードライブとなっていた。合計5台のみが製造されたツインスーパーチャージャー搭載の400ps (298 kW) モデルもあり、約190km/h (118 mph) の最高速度に達した。
1938年当時、価格表に、巨大なW150の価格が掲載される事はなく、単にauf Anfrage（ご用命に応じて）と書かれていたが、当時販売されていたドイツの乗用車の中で最も高価だったと考えられている。1943年にシャーシー生産が終了するまでに88台のW150シリーズが製造された。1944年3月、最後の生産車にボディが架装された上で納車された。
この車種は、ヒトラーによって、ルーマニアのイオン・アントネスク元帥、イタリアのベニート・ムッソリーニ、スペインのフランシスコ・フランコ、フィンランドのカール・グスタフ・エミール・マンネルヘイム元帥、そして、ベーメン・メーレン保護領のエミール・ハーハのような彼の同盟国の指導者たちに贈られた。実例をあげると、アントネスク元帥の車は防弾車になっていた。
W07と同様にW150も多彩なボディバリエーションを持ち、当時の自動車メーカーとしては珍しくジンデルフィンゲン自社製ボディであることも特徴であった。ボディバリエーションはオフナートゥーレンワーゲン(オープンツアラカー)4ドア6ウィンドウの簡易的な窓と幌、カブリオレB 2ドアコンバーチブル、カブリオレD 4ドア4ウィンドウ 4人または5人乗りのドライバーズカー、プルマン 6ウィンドウ 7、8人乗りリムジン、カブリオレF 4ドア 6ウィンドウ 7、8人乗りの大型幌採用、オフナートゥーレンワーゲンに比べより豪華な内装にパーティションもオプション選択可能、プルマンカブリオレと呼ばれることもあった。インネンレンカーリムジーナ 4ウィンドウの4、5人乗り防弾リムジンの6種類にも及んだ。
インネンレンカーリムジーナ(Innenlenker limousine、内部運転手セダン)は1942年5月27日にチェコスロバキアはプラハで起きたラインハルト・ハイドリヒSS親衛隊大将暗殺を機に安全への警戒から帝国官邸が770Kと540K をベースと定めダイムラーベンツに発注したAktion P (PはPanzer)と呼ばれた防弾装甲車であった。Aktion P 車はスペアタイヤをフェンダー上に設置せず、飛び乗り防止にサイドシルは足を掛けることが困難な巾、傾斜とした。ホディは軽量化と磁石式の爆弾が張り付くことを防ぐためアルミ製であった。770K Innenlenker は10台が製造され、3台の現存が確認されてる。他の装甲仕様と同様に外ヒンジは強化された2つヒンジであった。

## 残存する770

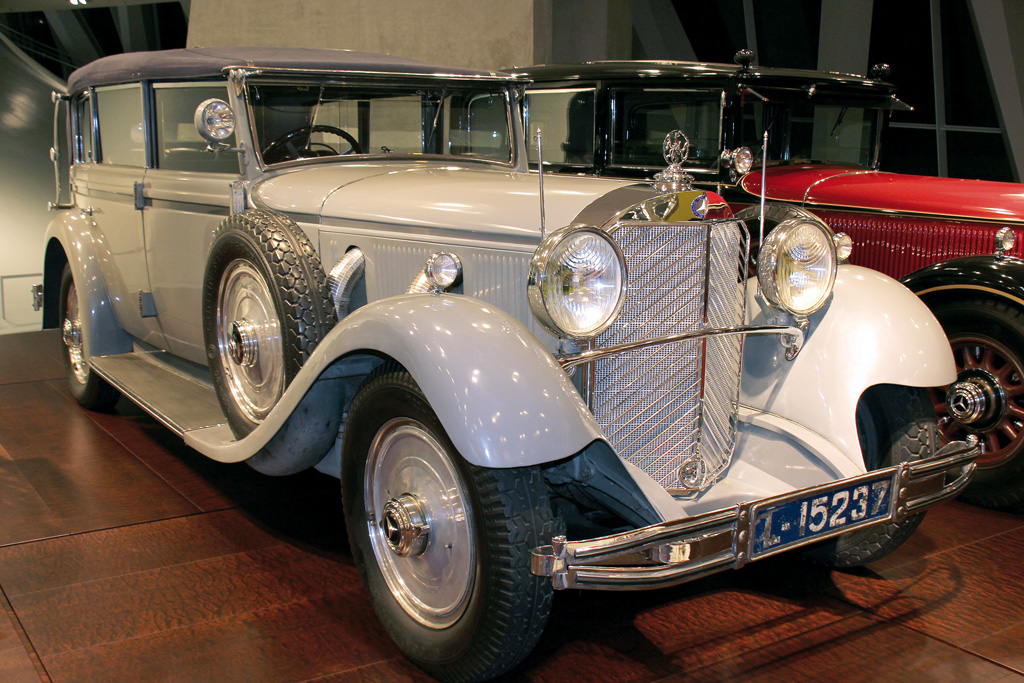
元ドイツ皇帝ヴィルヘルム2世が乗っていた1932年型 メルセデス・ベンツ・770 (W07) "グロッサー" カブリオレ

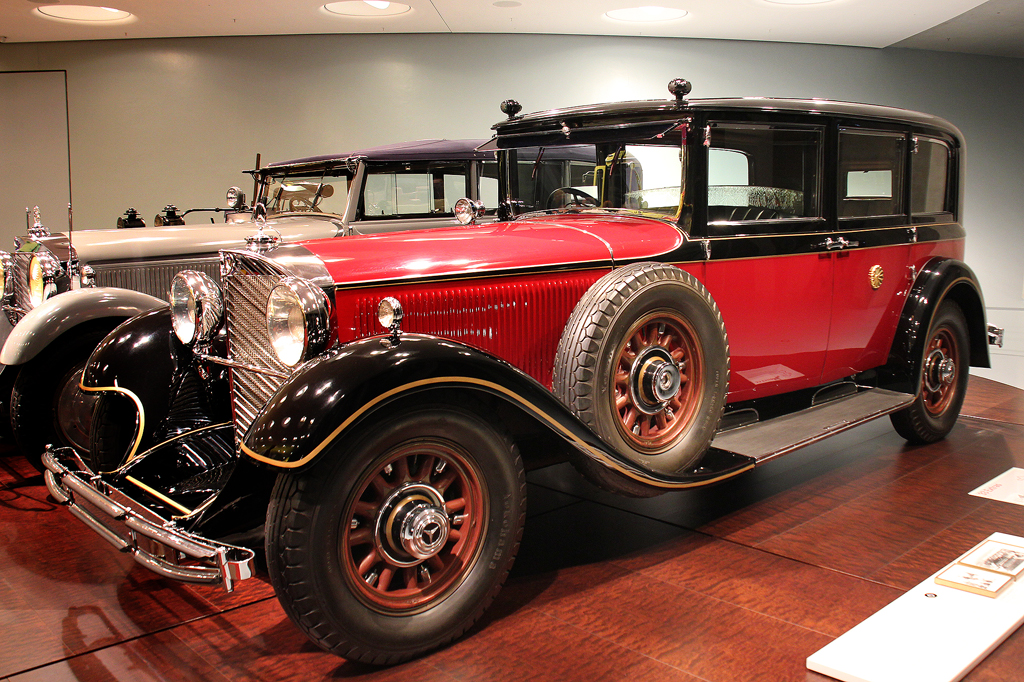
昭和天皇が乗っていた1935年型 メルセデス・ベンツ・770 (W07) リムジン

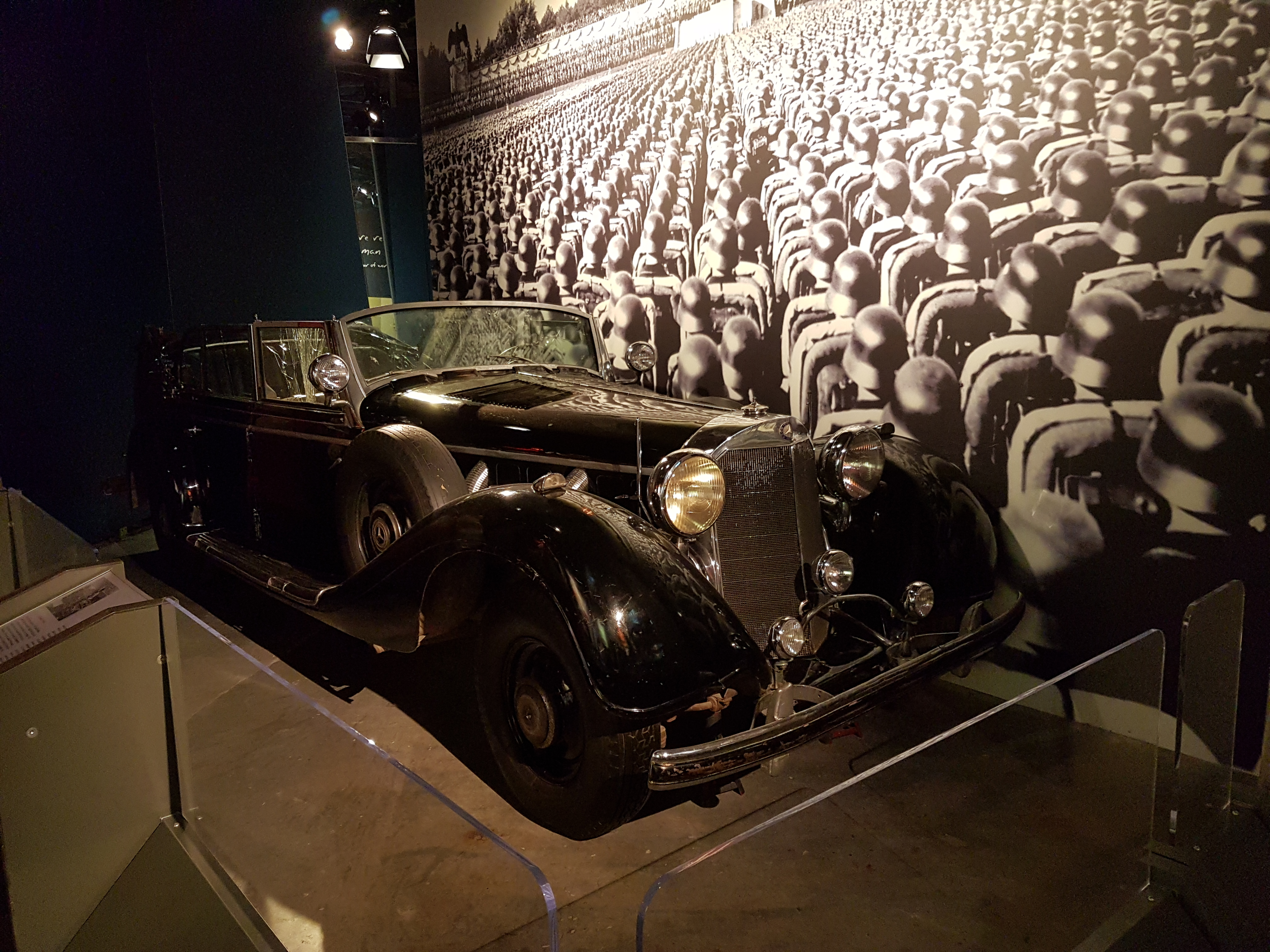
カナダ戦争博物館に展示されるヒトラーが乗っていた1940年型 メルセデス・ベンツ・770 (W150)

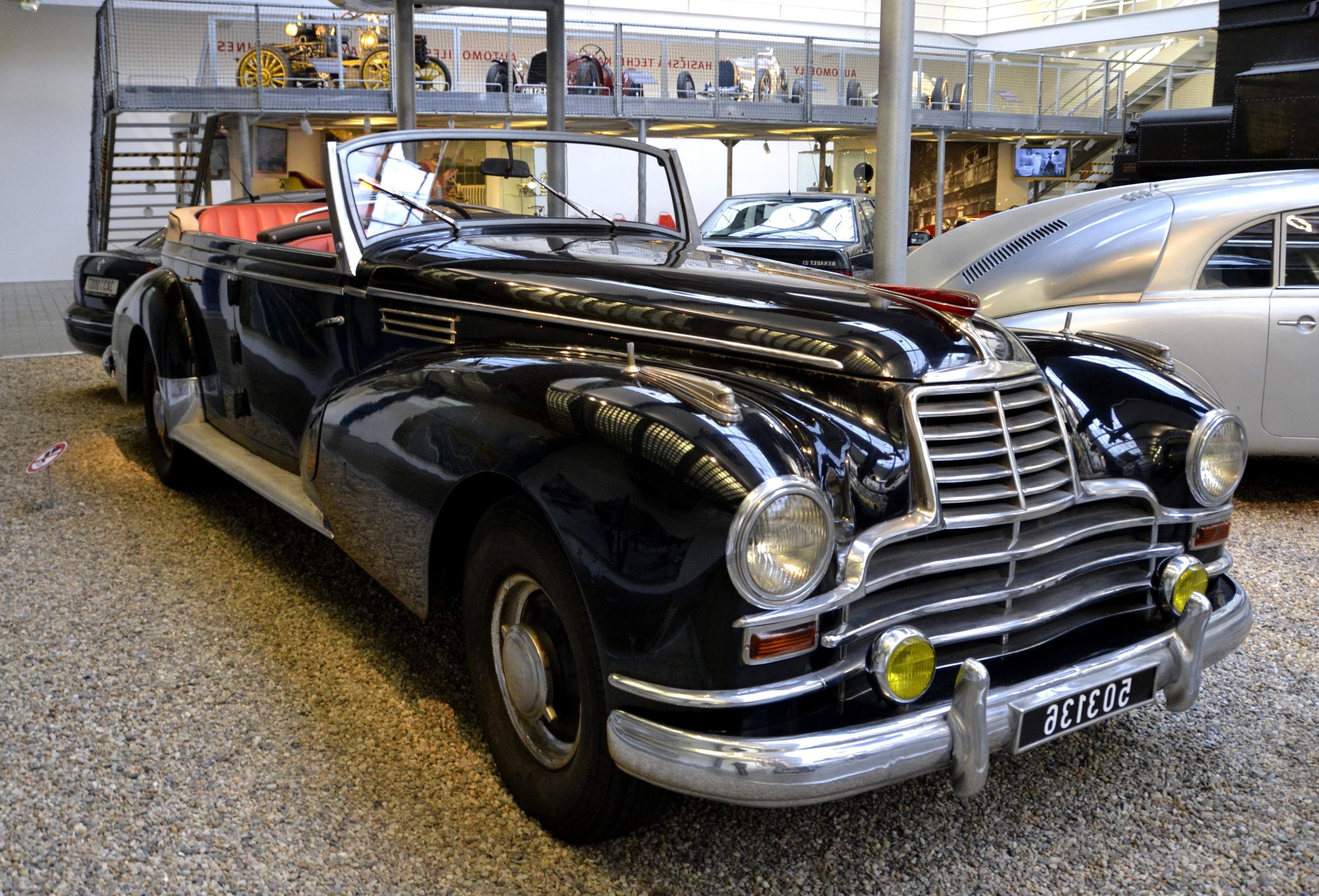
プラハの国立技術博物館に展示されている1952年にボディを換装された1939年型 770カブリオレ (W150)

ヒトラーによって用いられた7台の内の1台が、オタワのカナダ戦争博物館に展示されている。それは全周にわたって40ミリのガラス窓、主要車室を囲むすべての金属部が18ミリの鋼鉄製装甲板によって覆われ、通常型とは大きく異なっていた。さらに運転席と後席の間に昇り降り可能なプレートがあり、車重は4,100kgにおよんだ。 1940年から1943年にかけて生産され、W150 IIの社内コードで呼ばれていたこの特別仕様車には、19インチの装甲スチール・ホイールと防弾仕様の20チェンバー・タイヤも装備されていた。フェンダー部は軽量化を目的に軽金属で作られ、生産者はタイヤの耐久性の見地から、最高速度を 80 km/h (50 mph)に抑える事を推奨した。さらに、3丁のマシンピストルを安全に格納できるよう改良を施された。また、車体の側面とボンネット上部に通気口が追加され、サイドドアはツインヒンジとなり、主要な窓にはさらに4つの通気口が追加された。1945年4月、RSDと親衛隊の部隊は、ベルヒテスガーデンの陥落に備え、この車を鉄道の長物車に積んでいたが、1945年5月、ラウフェンでアメリカ陸軍の第20機甲師団によって発見された。発見時、車は破損した状態だったが、強制労働から解放されたオランダ人の自動車整備士が、ヘルマン・ゲーリングの専用車だった事を部隊に伝えた上で、修復した。その後、ドイツ占領期に、車はアメリカ軍色の緑に再塗装され、両脇に星が付けられた上で、将校のスタッフカーとして用いられた。1945年末、車はアメリカに送られて、戦時国債調達を促進する運動の一環としてアメリカ国内を巡回し、ヘルマン・ゲーリングの私用車として展示された。保管後、1956年10月に、アバディーン性能試験場で行われたアメリカ陸軍の払い下げオークションに出品され、モントリオールを拠点とする実業家に2,750ドルで売却された。車は、レストアのためにトロントのランブル・モーターズに送られ、戦時中にゲーリングが使っていたと思われる車を、5,000カナダドルで修復するための見積もりが作られたが、弾の痕が残るガラスは見積もりから除かれていた。1970年、車は、税金の物納としてカナダ戦争博物館に寄贈され、再度ゲーリングの車として展示される事になった。 1980年、博物館のドイツ生まれの研究者ルートヴィヒ・コーシャが、ダイムラー・ベンツ、在カナダ西ドイツ大使館、西ドイツ外務省の協力のもと、この車に関する詳細にわたる調査を開始した。 シャーシー、エンジン、塗装、改修の記録に加えて、オリジナルのナンバープレートのひとつである1AV148697が発見され、1940年7月8日にベルリンの総統官邸に納車されたヒトラーの車の1台である事が確認された。
第二次世界大戦後、フィンランド元帥のグスタフ・マンネルヘイムが所有していた770Kが、アメリカの収集家に売却された。この車は、1951年制作の映画『砂漠の鬼将軍』でヒトラーのパレード車として登場した。 1973年、マンネルヘイム所有だった770Kが、アドルフ・ヒトラーのパレード用リムジンと取り違えられた上で、オークションで153,000ドルで落札された。この金額は、当時、オークションで落札された自動車としては最高額であり、1972年秋のグレタ・ガルボ所有だったデューセンバーグの90,000ドルという、それまでの最高落札額を更新する物だった。 ダッチワンダーランドというテーマパークのためにこの車を欲しがっていたペンシルベニア州ランカスターの実業家に売却された。マンネルヘイムの車は1984年から個人の所有となっている。
同じ1973年に行われたオークションでは、もう1台の770が93,000ドルで落札された。落札者はアラバマ州の開発業者で、1964年アメリカ大統領選挙の際、ジョージ・ウォレスの選挙運動本部長を務めた人物だった。しかし、彼は、取引を終わらせるために必要な資金を確保できず、その後、彼の落札権はトレーラーハウス製造業者であるドン・ティッドウェルに売却された。
2009年11月、ロシアの匿名のビリオネアが、ヒトラーの770Kの内の1台を数百万ユーロで購入したと報道された。
ノルウェー・メルセデス・ベンツ・クラブ誌の2010年6月号に、770 オフェナー・トゥーレンヴァーゲン (W150)に関する記事が掲載されている。この車は、1941年にニコラウス・フォン・ファルケンホルスト将軍によってノルウェーに運ばれた。 第二次世界大戦後は、ノルウェー国王によって使われた後、アメリカのバイヤーに売却された。この車は、2003年のペブルビーチ・コンクール・デレガンスで、最高のレストアされていない戦前の自動車賞を勝ち取っている。
戦時中、その他にもノルウェーに2台の770が運ばれ、その内の1台はヨーゼフ・テアボーフェン、もう1台はヴィドクン・クヴィスリングのための車だった。ノシュク・モートルヴェテラン誌に、その内の1台に関する短い記事が掲載されており、一般に販売するため展示され、50ノルウェー・クローネという安さだったにもかかわらず、誰も買おうとしなかったらしいとある。結局、この車はスクラップになり、現存しているのは防弾ガラスの一部のみである。その他に1939年型のカブリオレがチェコスロバキアに運ばれ、国家行事の際に要人の輸送車として用いられた。1948年の共産党による実権掌握後の1952年、ヴィーソケー・ミートの車体工場で、「帝国主義的な出自」を消す目的で新たなボディと内装に置き換えられたため、オリジナルの外見をとどめていない。この車はプラハの国立技術博物館で展示されている。
ポルトガルのカラムロ博物館に、1937年型のメルセデス・ベンツ・770グロッサーが展示されている。この車は防弾装甲仕様車で、1937年にポルトガルの独裁者アントニオ・サラザールを狙った爆弾による暗殺未遂事件が起こった後、ポルトガルの秘密警察のPIDEが発注した物である。
ドイツの中央官庁が所有し、アドルフ・ヒトラーがパレードの際に使ったと言われる1938年型の黒塗りの770Kが、ドイツ・ジンスハイムのジンスハイム自動車・技術博物館に展示されている。この車の底部には、地雷にも耐える装甲が施され、分厚いガラスと車体で守られていた。しかし、コンバーチブル仕様のパレード車だったため、乗員の保護には限度があった。
ニュージーランドのパラパラウムにあるサウスワード自動車博物館に、1939年型の770Kが展示されている。 この車は、ドイツのイギリス侵攻が成就した後、エドワード8世に贈られる計画があった車と信じられている。
1939年型の770KカブリオレBが、カリフォルニアのペブルビーチ・コンクール・デレガンスに、少なくとも1度は登場している。大半のW150が、ハードトップ・リムジンやコンバーチブル・リムジンとして生産された中で、この車は2ドア5人乗りコンバーチブルである事から、特に異色の個体となっている。この車の色はダーク・レッドで、内装はタンのレザーで彩られている。
スペインの王室警護隊は、マドリードのエル・パルド王宮でフランシスコ・フランコが用いていた770K プルマンとインネンレンカーリムジーナを保管している。
ヨルダンのアブドゥッラー1世が使っていた770Kが、同国の王立自動車博物館で展示されている
ドイツはバーデン=ヴュルテンベルク州ジンスハイムの自動車博物館にオフナートゥーレンワーゲンのとなりにハインリッヒヒムラーが使用した770K インネンレンカーリムジーナが展示されている。
ロシア連邦モスクワ郊外のヴァディム・ザドロズヌイ技術博物館には770K インネンレンカーリムジーナが所蔵されている。
ドイツ ヘッセン州 ディーツヘルツタールにあるザ ロー・コレクション国立自動車博物館にはグリーンに塗装されたカブリオレFが展示されている。

## 関連文献
- Klara, Robert (2017). The Devil's Mercedes: The Bizarre and Disturbing Adventures of Hitler's Limousine in America. New York: Thomas Dunne Books. ISBN 9781250069726
- Melin, Jan (1985). Mercedes-Benz: The Supercharged 8-Cylinder Cars of the 1930s. Volume 1. Gothenburg, Sweden: Nordbok International. ISBN 9187036002
- Melin, Jan; Hernström, Sven (2003). Mercedes-Benz: The Supercharged 8-Cylinder Cars of the 1930s. Volume 2. Sparreholm, Sweden: Gamla Bilsalongen. ISBN 9163144352
- Oswald, Werner（ドイツ語版） (2001). Deutsche Autos [German Cars] (in German). Band [Volume] 2: 1920–1945. Stuttgart: Motorbuch Verlag. ISBN 3613021706.
- ——————— (2018). Mercedes-Benz Personenwagen 1886-1986 [Mercedes-Benz Passenger Cars 1886-1986] (in German). Stuttgart: Motorbuch Verlag. ISBN 9783613041288.
- Taylor, Blaine (1999). Mercedes Benz Parade and Staff Cars of the Third Reich: An Illustrated History. Conshohocken, PA, USA: Combined Publishing. ISBN 0938289934
- Taylor, Blaine (2010). Hitler's Chariots. Schiffer Military History Book series. Volume Two: Mercedes-Benz 770K Grosser Parade Car. Atglen, PA, USA: Schiffer Publishing. ISBN 9780764332364